# Tūrīvar
Tūrīvar (persiska: توریور) är en ort i Iran.   Den ligger i provinsen Kurdistan, i den nordvästra delen av landet, 400 km väster om huvudstaden Teheran. Tūrīvar ligger 1 655 meter över havet och antalet invånare är 767.
Terrängen runt Tūrīvar är huvudsakligen kuperad, men söderut är den bergig. Tūrīvar ligger nere i en dal. Runt Tūrīvar är det ganska tätbefolkat, med 214 invånare per kvadratkilometer. Närmaste större samhälle är Nūreh, 16,5 km nordost om Tūrīvar. Trakten runt Tūrīvar består i huvudsak av gräsmarker.